# Alec Newman
Pour les articles homonymes, voir Newman.
Alec Newman est un acteur britannique de théâtre et de télévision, né le 27 novembre 1974 à Glasgow, en Écosse.
Il étudie au National Youth Theater à Londres.
Il a tenu le rôle de Paul Atréides dans l'adaptation télévisée du célèbre roman de Frank Herbert Dune et dans la suite Les Enfants de Dune.
Il est au côté de Ling Bai et Faye Dunaway dans le film de Pearry Reginald Teo : Killer Hacker .

## Filmographie
- 1997 : The Rag Nymph (mini-série) : Ben Smith, Jones or Robertson
- 1999 : G:MT – Greenwich Mean Time : Charlie
- 2000 : Dune : Paul Atréides
- 2003 : Les Enfants de Dune : Paul Atréides
- 2003 : Tru Calling : Michael Mancuso (saison 1, épisode 11)
- 2004 : Angel : Drogyn (saison 5, épisode 15 et 21)
- 2004 : Frankenstein de Kevin Connor : Viktor Frankenstein
- 2004 : Star Trek : Enterprise : Malik (Saison 4, épisode 4 : Les Améliorés , épisode 5 : Les embryons et épisode 6 : Poursuite)
- 2006 : MI-5 : Richard Dempsey (saison 5, épisode 9)
- 2007:  Killer Hacker (The Gene Generation ) de  Pearry Teo
- 2008-2010 : Casualty : Robert Ludlow (10 épisodes)
- 2013 : Dracula (série TV) : Joseph Cervenka
- 2016 : Him (série TV) : Ross Brodie
- 2017 : Fearless (série TV) : Tony Pullings
- 2017 : Le Bonhomme de neige (The Snowman) de Tomas Alfredson
- 2022 : Chevalier de Stephen Williams : Guillaume Poncet de La Grave
- 2023 : Ils étaient un seul homme (The Boys in the Boat) de George Clooney
- 2024 : Winnie-The-Pooh: Blood and Honey 2 de Rhys Frake-Waterfield :  Alan Robin